# Екатериновка (Безенчукский район)
Екатериновка — село в Безенчукском районе Самарской области России. Административный центр сельского поселения Екатериновка.

## География
Село находится в юго-западной части Самарской области, в лесостепной зоне, вблизи места впадения реки Безенчук в Саратовское водохранилище, на расстоянии примерно 8 километров (по прямой) к северу от посёлка городского типа Безенчук, административного центра района. Абсолютная высота — 34 метра над уровнем моря.
Климат
Климат характеризуется как умеренно континентальный засушливый, с жарким сухим летом и холодной малоснежной зимой. Среднегодовое количество осадков составляет 363 мм. Средняя температура января составляет −13,4 °С, июля — +21,4 °С.
Часовой пояс
Село Екатериновка, как и вся Самарская область, находится в часовой зоне МСК+1. Смещение применяемого времени относительно UTC составляет +4:00.

## Название
Названо в честь дочери графа Владимира Григорьевича Орлова (1743—1831) Екатерины Владимировны (1770—1849). По другим утверждениям, село названо в честь императрицы Екатерины II. Но это утверждение не состоятельно, так как назвав село в честь императрицы, могли её скомпрометировать и, назвав село её именем, это не соответствовало бы её статусу. В пользу первой версии говорит и тот факт, что в Екатериновку были переселены крестьяне из села Рожественское (ныне Рождествено) «ста шестдесят пяти душ», а оно принадлежало вначале отцу Екатерины Владимировны Владимиру Григорьевичу Орлову, а затем ей. К тому же и село Александровка было названо по имени его сына графа Александра Владимировича Орлова (1769—1787).

## История
Село основано в 1770 году на землях, принадлежавших братьям Орловым. Иван Григорьевич Орлов, по поручению братьев, управляющий их неразделённым Самарским имением, сразу стал переселять своих крепостных на луговую сторону Волги. Вновь создаваемые сёла и деревни были названы в честь братьев Орловых (с. Екатериновка, Александровка, Владимировка, Фёдоровка, Григорьевка, Алексеевка).
В конце 1770-х годах в село Екатериновку были переселены из села Рожественское (ныне Рождествено) «ста шестдесят пяти душ».
В 1780 году, при создании Симбирского наместничества, сельцо Екатериновка из Сызранского уезда вошло в Самарский уезд.
В «Списке населенных мест Российской империи» 1864 года издания (по сведениям 1859 года) населённый пункт упомянут как удельное село Самарского уезда (1-го стана) при реке Безенчуге. В селе насчитывалось 155 дворов и проживало 1392 человека (650 мужчин и 742 женщины). Имелись православная церковь, сельское училище, две ярмарки, базары и хлебная пристань.

## Население
| 2010 | 2012  | 2013  | 2014  | 2015  | 2016  |
| ---- | ----- | ----- | ----- | ----- | ----- |
| 1618 | ↘1609 | ↗1631 | ↗1707 | ↗1709 | ↗1760 |

Половой состав
По данным Всероссийской переписи населения 2010 года в гендерной структуре населения мужчины составляли 47,2 %, женщины — соответственно 52,8 %.
Национальный состав
Согласно результатам переписи 2002 года, в национальной структуре населения русские составляли 94 % из 1940 чел.

## Улицы
Уличная сеть села состоит из двенадцати улиц и двух переулков.

## Достопримечательности
- Троицкая церковь. Каменная церковь в селе строилась под покровительством А. А. Орловой-Чесменской с 1806 по 1813 годы. После революции храм был закрыт и частично разрушен. В 1992 году началась реставрация, церковь возвращена верующим и действует по настоящий момент.[20]

## Археология и палеогенетика
Грунтовый могильник раннего энеолита Екатериновский мыс, расположенный на восточной окраине села Екатериновка при впадении реки Безенчук в Волгу и датируемый четвёртой четвертью 5 тыс. до н. э., сочетает в себе как мариупольские, так и хвалынские черты. Хронологически находится между Съезжинским и Хвалынскими могильниками. Костяки погребённых находились в положении вытянуто на спине, реже — скорченно на спине с согнутыми в коленях ногами. В погребении № 90 зафиксировано особое положение костяка — в позе полусидя с опорой локтями на дно ямы. Результаты анализа погребения позволяют наметить наиболее близкий круг аналогий в материалах Хвалынского I и Мурзихинского могильников. Все антропологические образцы из него были европеоидного типа, у которых определены Y-хромосомная гаплогруппа R1b и митохондриальные гаплогруппы U2, U4, U5. Керамический комплекс могильника Екатериновский мыс может быть отнесён к самарской культуре, но занимает более позднее положение, чем керамика могильника у села Съезжее, и более раннее положение, чем керамика ивановского этапа самарской культуры и керамика хвалынской культуры. Гончарные традиции населения, оставившего могильник Екатериновский мыс, возникли в недрах неолитической орловской культуры Нижнего Поволжья.